# Gemeinde Gottes Deutschland
Die Gemeinde Gottes in Deutschland KdöR ist eine evangelische Freikirche, die zur weltweiten Pfingstbewegung gehört. Sie ist Teil einer der ältesten Pfingstkirchen der Welt, der weltweit verbreiteten Church of God (Cleveland). Der Bund hat in Deutschland die Rechtsform einer Körperschaft des öffentlichen Rechts (KdöR).

## Auszug aus der Selbstdarstellung
Die Pfingstbewegung in Deutschland entstand zum Teil aus früheren Erweckungs- und Heiligungsbewegungen der vorletzten Jahrhundertwende.
Charakteristisch ist, dass dem Heiligen Geist große Freiheit in den Versammlungen eingeräumt wird, zudem wird ein biblischer Lebenswandel betont. Als Freikirche werden die finanziellen Aufwendungen durch Spenden gedeckt. Die Glaubenslehre ist allein an der Bibel orientiert. Grundlage ist das evangelische Glaubensbekenntnis. Zur wahren Gemeinde Jesu gehören wiedergeborene Menschen aus allen bibelgläubigen Gemeinden und Kirchen. Kirchengeschichtlich sieht sich die Gemeinde Gottes eingereiht in die von Gott gegebene geistliche Bewegung durch die Jahrhunderte, die ihren Beginn am Pfingsttag (Apg. 2) mit der Gründung der ersten Gemeinde in Jerusalem hatte.

## Organisation und Verfassung
Die Verfassung der Gemeinde Gottes Deutschland KdöR. wurde von der Bundesversammlung am 1. November 2005 beschlossen. In ihr wird die Bibel als verbindliche Grundlage für Glauben, Lehre und Leben in Gemeinde und Bund festgelegt. Die Übereinstimmung mit dem Apostolischen Glaubensbekenntnis wird bestätigt.

### Name, Rechtsform und Sitz des Bundes
Die „Gemeinde Gottes in Deutschland“ (Bund) wurde 1936 in Stuttgart gegründet und hat seit 2004 die Rechtsform einer Körperschaft des öffentlichen Rechts (KdöR). Das Gebiet des Bundes umfasst die Bundesrepublik Deutschland. Der Sitz des Bundes mit seiner Geschäftsstelle ist Urbach in Baden-Württemberg. Der Bund besteht aus Einzelgemeinden (Zusammenschlüsse von Personen auf lokaler Ebene), die sich ordnen gemäß der Verfassung und Gemeindeordnung der Gemeinde Gottes.

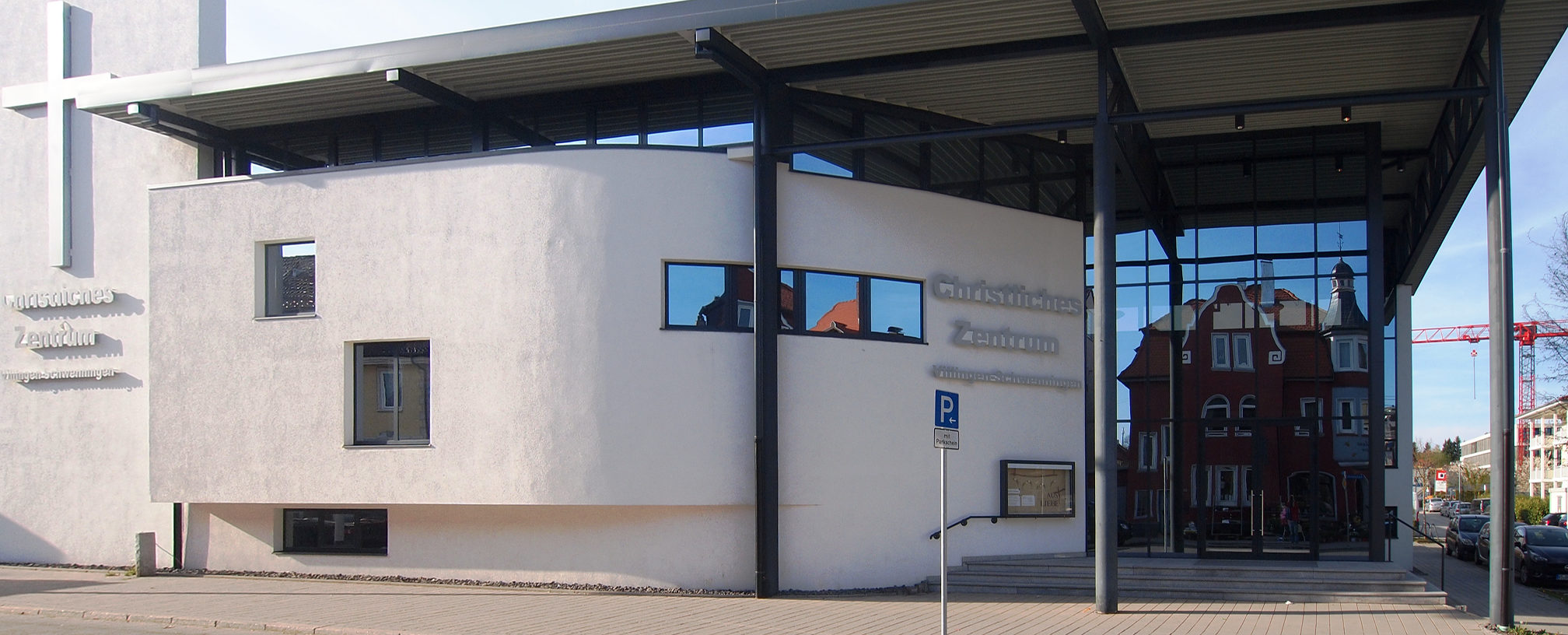
Christliches Zentrum Villingen-Schwenningen, eine Gemeinde Gottes

### Mitgliedschaft
Mitglieder in der Gemeinde Gottes können Personen werden, die sich im neutestamentlichen Sinne als Christ bekennen, die überzeugend die Absicht erkennen lassen, gemäß der Lehre der Bibel zu handeln und zu leben und die mit der Gemeindeordnung der Gemeinde Gottes übereinstimmen. Die Aufnahme von Personen, die beabsichtigen, Mitglied in der Gemeinde Gottes zu werden, erfolgt in der Einzelgemeinde, die sie besuchen, gemäß der Gemeindeordnung.

### Gemeinden
Dem Gemeindebund gehören 75 Gemeinden an, ein geographischer Schwerpunkt ist hierbei in Süddeutschland zu erkennen. Hierbei hat die kleinste Gemeinde zwei Mitglieder, die größte 285 (Stand Dezember 2021).

### Regionen
Die Einzelgemeinden des Bundes bilden geographisch gegliederte Regionen. Diese dienen der Förderung und Beratung einzelner Gemeinden, Wahrnehmung gemeinsamer Aufgaben, Unterstützung des Bundes bei seinen Aufgaben, Pflege der Bundesgemeinschaft und Vorbereitung der Arbeit in der Bundesversammlung.
Jede Region beruft für seine Arbeit einen Regionalrat gemäß der Gemeindeordnung. Für jede Region wird auf Vorschlag des Regionalrats ein Regionalvorsteher von der Bundesversammlung für vier Jahre gewählt mit der Möglichkeit der Wiederwahl. Derzeitige Regionen sind Nord, West, Süd-Süd, Süd-Ost und eine internationale Region.

### Arbeitsbereiche
Die Arbeitsbereiche ordnen sich gemäß der Gemeindeordnung. Jeder Arbeitsbereich beruft für seine Arbeit ein Komitee gemäß der Gemeindeordnung. Für jeden Arbeitsbereich wird auf Vorschlag des Präsidiums von der Bundesversammlung für vier Jahre ein Leiter gewählt mit der Möglichkeit der Wiederwahl.

### Bundesversammlung
Die Bundesversammlung ist als Vertreterversammlung aller Bundesgemeinden das oberste Bundesorgan. Sie entscheidet in allen Bundesangelegenheiten, soweit nicht das Präsidium des Bundes oder die Bundesgeschäftsführung zuständig sind. Insbesondere entscheidet sie auf Vorschlag des Präsidiums über die Aufnahme von Gemeinden in eine Arbeitsgemeinschaft mit dem Bund, wählt die Mitglieder des Präsidiums und beschließt über Änderungen der Verfassung. Die Bundesversammlung nimmt den Rechenschaftsbericht des Präsidiums entgegen und erteilt ihm Entlastung für seine Leitungsverantwortung. Die Bundesversammlung tagt mindestens einmal jährlich. Zur Bundesversammlung gehören:

a) Gemeinde-Abgeordnete, die von den Lokalgemeinden gemäß der Gemeindeordnung delegiert werden,

b) die Mitglieder des Präsidiums,

c) alle Pastoren im Dienst einer Gemeinde, einer Region oder des Bundes.

Die Bundesversammlung beschließt mit der Mehrheit der anwesenden Mitglieder, sofern in dieser Verfassung oder in der Gemeindeordnung nichts anderes bestimmt ist.

### Präsidium
Das Präsidium verantwortet die laufende Arbeit im Bund, soweit nicht die Bundesversammlung oder die Bundesgeschäftsführung zuständig sind.
Zum Präsidium gehören:

a) die Mitglieder der Bundesgeschäftsführung

b) die Regionalvorsteher

c) die Arbeitsbereichsleiter

### Präses des Bundes
Vorsitzender des Präsidiums des Bundes ist der Präses. Die Bundesversammlung wählt den Präses und dessen Stellvertreter aus ihrer Mitte für die Dauer von vier Jahren. Derzeitiger Präses ist Marc Brenner.

### Bundesgeschäftsführung
Die Bundesgeschäftsführung führt die laufenden Geschäfte. Sie steht den Gemeinden für geistlichen und praktischen Rat zur Verfügung und nimmt in deren Auftrag gemeinsame überörtliche Belange wahr. Die Bundesgeschäftsführung vertritt die Bundesversammlung und das Präsidium zwischen deren Sitzungen; beiden Organen gegenüber legt sie Rechenschaft ab.

## Lehre
Das Glaubensbekenntnis der Gemeinde Gottes bringt sowohl eine evangelikale als auch eine pfingstlerische Lehrposition mit wesleyanischen Einflüssen zum Ausdruck. Folgende Punkte werden im Glaubensbekenntnis der Gemeinde Gottes aufgeführt:
1. Wörtliche Inspiration der Bibel
2. Existenz des einen Gottes ewig als Trinität in drei Personen: Vater, Sohn und Heiliger Geist
3. Gottessohnschaft Jesu, Jungfrauengeburt, Kreuzigung, Begräbnis, Auferstehung und Himmelfahrt Jesu
4. Alle haben gesündigt und Buße ist Voraussetzung für die Vergebung der Schuld
5. Rechtfertigung, Erneuerung und Wiedergeburt geschehen durch den Glauben an Jesus Christus
6. Heiligung folgt der Wiedergeburt
7. Gottes Wille für sein Volk in Heiligkeit zu leben
8. Taufe im Heiligen Geist als Folge der „Reinigung des Herzens“
9. Reden in anderen Sprachen als erstes Zeichen der Geistestaufe
10. Wassertaufe durch Untertauchen nach persönlicher Buße
11. Bereitstellung göttlicher Heilung für alle in der Erlösung
12. Feier des Abendmahls und der Fußwaschung
13. Wiederkunft Christi
14. Leibliche Auferstehung der Gerechten zu ewigem Leben und der Gottlosen zur ewigen Verdammnis

## Gottesdienst
In den Gottesdiensten geht es lebhaft zu, es wird viel gesungen, der Schwerpunkt liegt auf modernen Liedern mit entsprechender Instrumentalbegleitung, zu denen auch geklatscht und getanzt wird. Die Gemeinde ist ebenso beim Gebet aktiv beteiligt. Die Predigten sind dynamisch und alltagsbezogen. Geistesgaben wie Zungenreden, Prophetie und Krankenheilung gehören zum Gemeindeleben.

## Lebensweise
Die Gemeinde Gottes legt einen Schwerpunkt auf persönliche Heiligung, was für sie Verantwortung für die Familie, persönliche Integrität, einen bescheidenen Lebenswandel, soziales Engagement und den Verzicht auf Drogen einschließt.

## Ökumene
Die Gemeinde Gottes bekennt sich zu den Grundlagen der Evangelischen Allianz und ist Mitglied der Vereinigung Evangelischer Freikirchen.